# Muminvaters wildbewegte Jugend
Muminvaters wildbewegte Jugend (Originaltitel: Muminpappas bravader skrivna av honom själv bzw. Muminpappans memoarer) ist das vierte der Mumin-Bücher der finnlandschwedischen Schriftstellerin Tove Jansson. Es erschien 1950. Im Gegensatz zu allen anderen Mumin-Büchern steht hier der Muminvater im Zentrum der Handlung, der aus seinen Memoiren vorliest.

## Handlung
Die Rahmenhandlung beginnt mit dem Muminvater, der sich eine Erkältung zuzieht. Da er überzeugt ist, daran zu sterben, beginnt er, seine Memoiren zu verfassen. Jedes fertige Kapitel liest der Muminvater seinem Sohn Mumin und dessen Freunden, dem Schnupferich und dem Schnüferl, vor. Die Protagonisten seiner Erzählung sind neben dem Muminvater selbst sein Freund Fredriksson, dessen Neffe, der das Schusseltier genannt wird und später der Vater des Schnüferls wird, und der Jojoks, der spätere Vater des Schnupferichs.
Die Erzählung des Muminvaters beginnt mit seiner Kindheit in einem Waisenhaus. Gelangweilt und eingeengt von den strikten Regeln und dem eintönigen Alltag flieht er aus dem Waisenhaus. Unterwegs trifft er den Erfinder Fredriksson, der gerade seine neueste Erfindung, ein Hausboot, fertiggestellt hat. Sie freunden sich an und gehen gemeinsam mit Fredrikssons Neffen, dem Schusseltier, und einem weiteren Freund, dem Jojoks, auf die Reise. Sie bestehen Abenteuer und Stürme, bis sie in einem Land anlegen, das sich als das Reich eines exzentrischen Königs herausstellt. Dort begegnen sie der Mymla und ihren vielen Kindern. Das jüngste und kleinste Kind der Mymla, die kleine Mü, wird kurz darauf geboren. Besonders der Jojoks ist von der Mymla eingenommen, und der Muminvater deutet an, dass sie die Mutter des Schnupferichs ist.
Der König ist begeistert von Fredrikssons Erfindungen und stellt ihn als Hof-Erfinder ein. Der Muminvater gründet daraufhin die „Königlich Gesetzlose Kolonie“, in der er zusammen mit dem Jojoks, dem Schusseltier, der ältesten Tochter der Mymla und einem Gespenst wohnt. Das Schusseltier findet bald in dem Huscheltier eine Gleichgesinnte, die seine Leidenschaft für das Sammeln von Knöpfen teilt, und sie heiraten sofort.
Dem Muminvater wird das Leben in der Kolonie bald zu eintönig, und er sehnt sich nach einem neuen Abenteuer. Als er in einer stürmischen Nacht am Strand steht, wird die Muminmutter von den Wellen angespült. Mit der Schilderung seiner heldenhaften Rettung der Muminmutter aus dem stürmischen Meer enden die Memoiren des Muminvaters.
Die Erzählung des Muminvaters wird immer wieder durch die Reaktionen seiner Zuhörer unterbrochen. Das Schnüferl und der Schnupferich fordern prominentere Rollen für ihre Eltern; Mumin kritisiert die schwülstige Sprache seines Vaters und wünscht sich weniger nachdenkliche Exkurse und eine Konzentration auf die abenteuerlichen Ereignisse. Sie machen den Muminvater auch auf Ungereimtheiten und unglaubwürdige Übertreibungen in seiner Erzählung aufmerksam.
Als der Muminvater gerade das letzte Kapitel vorgelesen hat, klopft es an der Tür, und Fredriksson, das Schusseltier, das Huscheltier, das Gespenst, der Jojoks und die Mymla mit ihren Kindern treten ein. Nach einem Wiedersehensfest machen sich alle in Fredrikssons Schiff, das er mittlerweile zu einem Flugzeug umgebaut hat, auf die Suche nach einem neuen Abenteuer.

## Figuren
Der Figurenkreis der Rahmenhandlung ist in diesem Buch zugunsten der Memoirenerzählung reduziert: Er besteht nur aus der Muminfamilie, dem Schnüferl und dem Schnupferich. Letztere erhalten in diesem Buch ihre eigene Hintergrundgeschichte, indem ihre Eltern vorgestellt werden. In ihrem Charakter sind das Schusseltier und das Huscheltier mit ihrer kindlich-naiven Art und ihrer Sammelleidenschaft sowie der Jojoks und die Mymla mit ihrer Unbeschwertheit und ihrem Freiheitsdrang ihrem jeweiligen Nachkommen ähnlich.
Das Schnüferl verlässt danach offenbar das Muminhaus, denn in den weiteren Romanen kommt es nicht mehr vor; allerdings spielt es in Geschichten aus dem Mumintal und dem Bilderbuch Eine gefährliche Reise noch einmal eine Rolle. Die älteste Tochter der Mymla und ihre jüngere Schwester, die kleine Mü, bleiben bei den Mumins und werden zu wiederkehrenden Charakteren in den folgenden Bänden.

## Themen
Muminvaters wildbewegte Jugend kann als Parodie auf Memoirenliteratur und gleichzeitig auf Abenteuerromane betrachtet werden. In seiner teilweise pathetischen und leicht altertümlichen Sprache unterscheidet es sich von allen anderen Mumin-Büchern. Gelegentlich lässt der Muminvater mythologische Motive einfließen, beispielsweise dass er als Kind ausgesetzt worden und dass ihm anhand der Sterne eine glorreiche Zukunft vorausgesagt worden sei. An vielen Stellen sind die Übertreibungen offensichtlich: Nachdem der Muminvater zu Anfang des Buches berichtet, er sei als Kind in einer Tasche und in Zeitungspapier eingewickelt gefunden worden, ist es in der Mitte des Buches ein geflochtenes Körbchen und gegen Ende der Erzählung eine mit Samt ausgekleidete Muschel. Der Muminvater stellt sich durch das ganze Buch hindurch als unerschrockener Held dar. Dieses Selbstbild in seinen Memoiren steht im Kontrast zu der Rahmenhandlung, in der er fürchtet, an einer Erkältung sterben zu müssen. Seine Darstellung in diesem Buch ist auf liebevolle Weise ironisch, ohne ihn lächerlich zu machen.
Thema des Buches ist oft das Schreiben selbst. Durch die Vorlesestunden besitzt das Buch eine Metaebene, auf der der Muminvater seine Memoiren mit den anderen Figuren diskutiert und seine Erzählweise sowie seinen Schreibstil rechtfertigen muss. Dabei erläutert er ihnen auch sein Vorgehen und erklärt seinen jungen Zuhörern, wie man in einer Geschichte Spannung erzeugt.
Tove Jansson, die mit ihrem vorherigen Buch, Die Mumins. Eine drollige Gesellschaft, internationale Bekanntheit erlangt hatte, behandelt in diesem Buch auch den Umgang mit Ruhm. Der Muminvater hofft, durch seine Memoiren berühmt zu werden und erklärt im Vorwort, „dass eine große Verlockung darin liegt, im ganzen Mumintal gelesen zu werden“. Später äußert er gegenüber seinen Freunden seinen Wunsch, berühmt zu sein, worauf der Jojoks antwortet, er glaube nicht, dass Berühmtsein Spaß macht: „Anfangs vielleicht, aber dann gewöhnt man sich daran, und zum Schluss wird einem bloß schlecht davon. Wie beim Karussellfahren.“
Mit diesem Buch setzte Jansson die Verwischung der Grenzen zwischen Kinder- und Erwachsenenliteratur fort, die schon den früheren Mumin-Büchern zugeschrieben wurde. Der Protagonist ist in diesem Buch eine erwachsene Figur, die auf ihr Leben zurückblickt, und die parodistischen Elemente zielen eher auf ein erwachsenes Publikum ab. Dass verschiedene Zielgruppen in dem Buch unterschiedliche Aspekte wahrnehmen, verdeutlichen die Passagen, in denen die anderen Figuren die Erzählung des Muminvaters kommentieren: Während sich Mumin wünscht, sein Vater solle sich mehr auf die Abenteuergeschichte konzentrieren, anstatt in langen Exkursen seine Gefühle und Gedanken zu schildern, sieht die Muminmutter gerade in diesen Reflexionen die Stärke des Buches und bemerkt, die Kinder seien wohl noch zu klein, um das zu verstehen. Hier lässt Jansson die Diskussion um die Einordnung ihrer Bücher als Kinder- oder Erwachsenenliteratur einfließen, die seit Jahren in den Medien geführt wurde.
Während ihrer Arbeit an diesem Buch plante Jansson mit ihrem Bruder die Gründung einer Künstlerkolonie auf den Tonga-Inseln. Sie verwarf diesen Plan später, integrierte ihn aber in die Handlung des Buches, indem sie den Muminvater eine Kolonie am Meer gründen ließ. Auch eine Reise in einem eigenen Hausboot war ein lange gehegter und nie umgesetzter Traum Janssons.

## Publikationsgeschichte
Das Buch erschien 1950 zuerst unter dem Titel Muminpappas bravader skrivna av honom själv (Muminvaters Heldentaten, aufgeschrieben von ihm selbst) und 1956 in einer zweiten, veränderten Fassung. Die von Jansson grundlegend überarbeitete dritte Fassung erschien 1968 unter dem Titel Muminpappas memoarer (Muminvaters Memoiren), den Jansson von Anfang an bevorzugt hatte. Durch die Übertragung des Titels ins Deutsche ohne den Zusatz „aufgeschrieben von ihm selbst“ verschwand nicht nur ein Hinweis auf den parodistischen Charakter des Buches, sondern auch ein Bezug auf die Autobiografie des von Tove Jansson bewunderten Renaissance-Künstlers Benvenuto Cellini, deren schwedischer Titel Benvenuto Cellinis liv skildrat av honom själv (Das Leben Benvenuto Cellinis, geschildert von ihm selbst) lautete. In Deutschland erschien das Buch 1963. Damit war es in seiner deutschen Fassung wie in der Originalsprache der vierte Band der Reihe. Die Übersetzung auf Grundlage von Janssons zweiter Fassung war die erste von Dorothea Bjelfvenstam, die als Übersetzerin Vivica und Kurt Bandler abgelöst hatte. Bjelfvenstam übersetzte Janssons dritte Fassung erneut; sie erschien in Deutschland 1973. Wie zuvor Vivica und Kurt Bandler war Dorothea Bjelfvenstam mit umfassenden Änderungswünschen des Verlags konfrontiert. Sie konnte sich allerdings mit Tove Janssons Hilfe durchsetzen und eine im Vergleich zu den Erstübersetzungen der ersten Mumin-Bände wesentlich originalgetreuere Übersetzung vorlegen. Eine weitere Übersetzung von Birgitta Kicherer erschien 2002.

## Adaptionen
Die Memoiren des Muminvaters dienten als Grundlage für die 10. bis 12. Folge der polnisch-österreichischen Stop-Motion-Serie Die Mumins.
Eine Hörspielbearbeitung unter der Regie von Heikedine Körting erschien beim Label Europa.